# Jókai Nóra
Jókai Nóra (Győr, 1982. december 26. –) magyar kézilabdázó.
A kézilabdával általános iskolásként a Balázs Béla Általános Művelődési Központban (BBÁMK) ismerkedett meg.

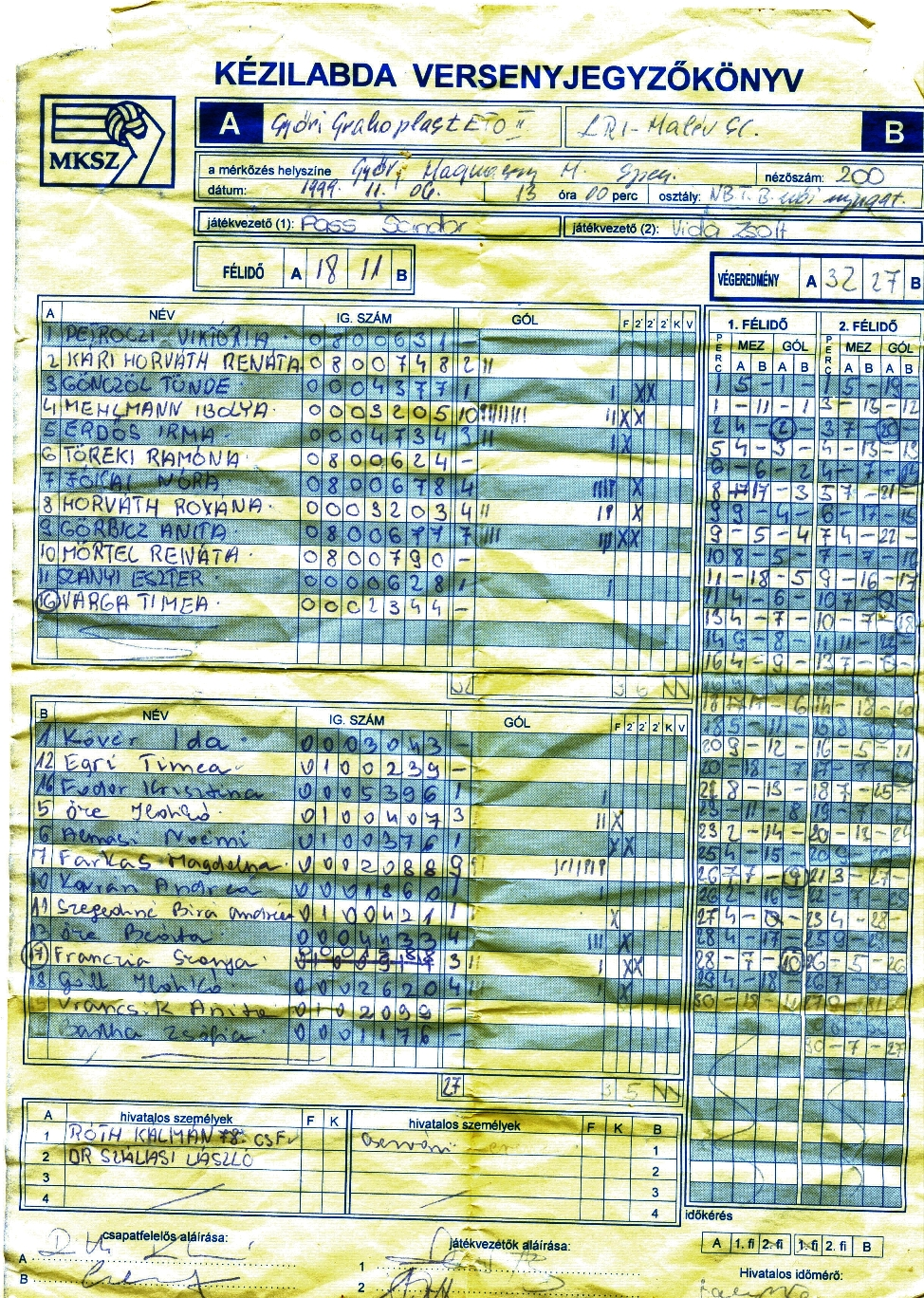
Győri Graboplast ETO II.-LRI-Malév SC. mérkőzés jegyzőkönyve

A magyar női kézilabdabajnokságban 1997-ben debütált, a Győri ETO KC második csapatában. 20 mérkőzésen 54 gólt elérve csapata egyik húzóembere lett. A következő 4 évben is ebben a csapatban játszott. Bár a 2000/2001-es bajnokságban már a Győri Graboplast ETO KC első csapatában is játszott.
A balátlövő, irányító poszton játszó játékos 2004-ben Hódmezővásárhelyre igazolt, és rögtön a csapat vezéregyéniségei közé került. A 2006/2007-es bajnokság felemásra sikerült számára. Az első félév meccsein kimagasló teljesítményt nyújtott, viszont egy sérülés miatt 2007 januárjában meg kellett műteni a vállát. A 2007/2008-as szezon felkészülését már végigdolgozta a csapattal, de még nem nyerte vissza régi lövőformáját.
2009 júniusában csapatot váltott, a nagy múltú Dunaújvárosi újjáalakult csapatba került, ahol a rutinosabbak táborát erősíti. A sérülések sajnos itt sem kerülték el, de a kézilabdázó felépülve térdsérüléséből ismét egyre jobb formát mutat.

## Eredmények
- IFI EB 6. hely
- IFI VB 2. hely
- NB I. 2. hely
- MK 1. hely
- EHF Kupa 2. hely